# Graphinotus sawayai
Graphinotus sawayai is een hooiwagen uit de familie Gonyleptidae.